# Redwood (schweizerische Band)
Redwood ist eine fünfköpfige Schweizer Rockband aus Zürich, die sich 1991 formiert hat und von 1998 bis September 2008 in unveränderter Besetzung spielte. Die Band besteht seit Anfang 2009 aus der Leadsängerin Nicole Kammermann, den Gitarristen Dino Deck und Mark Lim, dem Bassisten Alex Lim und dem Schlagzeuger Francesco Gasparini.

## Geschichte
Die Anfänge der Band Redwood reichen zurück in die frühen 1990er Jahre, als Mark Lim mit seinem Bruder Alex und mit Schulfreunden Musik machte. Erste Auftritte fanden bereits 1991 statt. Stilmässig lag der Schwerpunkt im Bereich Hard Rock, Heavy Metal und Grunge. Leadsänger war Mark Lim. Die Gitarristin Angie Tenzer verliess die Band nach einigen Jahren.
Die Band spielte im Jahr 2000 eine Clubtour durch die USA, bei welcher ihr Tour-Bus abbrannte. 2007 eröffneten sie die Badenfahrt.
Bei den Aufnahmen zu We’re All Gonna Die brannte erneut ihr Tour-Bus ab und da zufälligerweise eine Kamera lief, veröffentlichten sie die Tonspur als letzten Track auf dem Album.
Fat Chance aus dem Album We’re All Gonna Die war im Dezember 2007 der am häufigsten im Radio gespielte Schweizer Song.
Nach einem Konzert in Zürich am 14. September 2008 verliess Lesley Meguid die Band in Freundschaft, um mit ihrem Ehemann in Neuseeland ein Album aufzunehmen.
Anfang 2009 präsentierte die Band auf ihrer Webseite Nicole Kammermann als neue Leadsängerin, die vorher mit der Zuger Formation Eyelash mehrere Alben herausbrachte und neben Redwood anscheinend weiterhin auch den Gesang des Duos Of Queens and Rats bestreiten wird. Sie stand bereits mit den Brüdern Lim und Lesley Meguid auf der Bühne.
Am 6. April 2009 gab die neue Besetzung im Vorprogramm der australischen Rockband AC/DC ihr erstes Konzert.
Who We Are aus dem Album Of Butterflies and Hurricanes kam in die Top 30 der Airplay Charts.

## Diskografie
Alben
- 1994: Pieces
- 2004: Everythingunderthesun
- 2006: Best Laid Plans
- 2007: We’re All Gonna Die
- 2010: Of Butterflies and Hurricanes
- 2011: A 1000 Punches
- 2013: Fat Chance! Two Decades of Redwood (Best-of-Album)

Singles
- 2005: Best Laid Plans
- 2010: Who We Are
- 2012: One Trick Ponies

Sonstige Veröffentlichungen
- 2012: One Trick Ponies (Kompilationsbeitrag Bock uf Rock Vol. 5)[8] (BMMP)

## Erfolge
- 2008: Swiss Music Award in der Kategorie «Best Newcomer National»[9][10]